# Phasenkoppler
Ein Phasenkoppler ist eine elektrotechnische Schaltung mit wenigstens einem Kondensator und dient meistens in Drehstromsystemen, wie sie in öffentlichen Stromversorgungsnetzen verwendet werden, zur hochfrequenten Überbrückung der Außenleiter zwecks Datenübertragung. Durch diese hochfrequente Überbrückung der Außenleiter ist eine Datenübertragung mittels entsprechender Trägerfrequenzmodems über mehrere Außenleiter hinweg möglich.
Früher wurden die Außenleiter in Drehstromnetzen auch Phase genannt, wovon sich die nicht ganz korrekte Bezeichnung des Phasenkopplers ableitet – korrekt müsste die Bezeichnung Außenleiterkoppler lauten. Die Kopplung unterschiedlicher Phasenlagen der Außenleiter im Bereich der niederfrequenten Drehstromversorgung von 50 Hz (bzw. in manchen Ländern auch 60 Hz) ist unerwünscht und soll durch einen Phasenkoppler auf ein Minimum reduziert werden.

## Einsatz
Einsatz finden Phasenkoppler in Drehstromsystemen immer dann, wenn Stromversorgungsleitungen, die primär der öffentlichen Stromversorgung dienen, auch zum Übermitteln von Steuernachrichten oder zur Datenübertragung (engl. Powerline) genutzt werden, beispielsweise um einen Internetzugang über Stromversorgungsleitungen zu realisieren. Das Datensignal wird dazu meistens zwischen dem Energieversorgungsunternehmen und dem Endkunden mittels Trägerfrequenzmodems hochfrequent übertragen. Da in öffentlichen Stromnetzen drei Außenleiter verwendet werden, werden diese Außenleiter zur Nachrichtenübertragung miteinander mittels Phasenkoppler verbunden. Damit ist es egal, auf welchem Außenleiter die einzelnen Trägerfrequenzmodems angeschlossen sind.
Da hochfrequente Signale über Stromversorgungsleitungen wegen der hohen Dämpfungen nur vergleichsweise kurze Strecken (einige 100 m) zurücklegen können, kommen Phasenkoppler meistens nur in Niederspannungsnetzen zur Anwendung.

## Aufbau
Intern besteht ein Phasenkoppler meistens aus drei gleichen spannungsfesten Kondensatoren, die in Form eines Dreiecks zwischen die drei Außenleiter geschaltet werden. Die Einzelkondensatoren werden dabei meistens zu einem kompakten Block zusammengefasst, der nach außen nur noch drei Anschlussklemmen für die Außenleiter aufweist. Kondensatoren sind für hochfrequente Datensignale gut durchgängig, während sie für die niederfrequente Netzwechselspannung von 50 Hz einen hohen Blindwiderstand darstellen. Die elektrischen Werte der Koppelkondensatoren im Niederspannungsbereich liegen meistens im Bereich von 150 nF bis 470 nF und haben eine Spannungsfestigkeit von mindestens 1 kV.
Der Einbau der Phasenkoppler erfolgt oft an mehreren Stellen in einem Niederspannungsnetz, beispielsweise in der Nähe der lokalen Transformatorenstationen und je nach Situation auch im Bereich der Haussicherungskästen (Keller). Durch den Einsatz mehrerer Phasenkoppler wird die Signalübertragung zwischen den Außenleitern verbessert.